# Copa El Cobre 1999
La Copa El Cobre 1999 corresponde a un torneo futbolístico de carácter internacional realizado en el Estadio El Cobre de El Salvador los días 7 y 11 de julio.
Junto con los equipos chilenos de Cobreloa, Cobresal y Universidad de Chile concurrió el equipo ecuatoriano de Liga Deportiva Universitaria de Quito.
El campeón fue el equipo de Cobreloa que en el partido definitorio del torneo venció a Cobresal 4 -3.  Por el mismo marcador Universidad de Chile venció a Liga Deportiva Universitaria de Quito obteniendo el tercer lugar.

## Datos de los equipos participantes
| Equipo                                | Calidad                                                        |
| ------------------------------------- | -------------------------------------------------------------- |
| Cobresal                              | Anfitrión y campeón de la Primera División B de Chile 1998.    |
| Universidad de Chile                  | Invitado y segundo en la Primera División de Chile 1998,.      |
| Cobreloa                              | Invitado y cuarto de la Primera División de Chile 1998         |
| Liga Deportiva Universitaria de Quito | Invitado y campeón en el Campeonato Ecuatoriano de Fútbol 1998 |

### Modalidad
Jugado en dos fechas bajo el sistema de eliminación directa. El título de campeón lo disputan los equipos ganadores de la primera jornada y los equipos perdedores compiten para dirimir el tercer y cuarto lugar. Los empates se definen mediante lanzamientos penales. Todos los encuentros se desarrollaron en el Estadio Municipal de El Salvador, hoy denominado Estadio El Cobre.

### Semifinales
| 7 de julio de 1999 | Cobreloa        | 1:0 | Liga Deportiva Universitaria de Quito | Estadio El Cobre, El Salvador, Chile |  |
|                    | Paolo Vivar 66' |     |                                       |                                      |  |

| 7 de julio de 1999 | Cobresal                                    | 2:0 | Universidad de Chile | Estadio El Cobre, El Salvador, Chile |  |
|                    | Rubén Martínez 29' · Juan Carlos Ibáñez 61' |     |                      |                                      |  |

### Tercer puesto
| 11 de julio de 1999 | Universidad de Chile                                              | 4:3 | Liga Deportiva Universitaria de Quito        | Estadio El Cobre, El Salvador, Chile |  |
|                     | Renzo Yáñez 20', 75' · Rodrigo Tello 28' · Leonardo Rodríguez 56' |     | Alex Escobar 3' · Ezequiel Maggiolo 52', 58' |                                      |  |

### Final
| 11 de julio de 1999 | Cobresal                                                            | 3:4 | Cobreloa                                                     | Estadio El Cobre, El Salvador, Chile |  |
|                     | Rubén Martínez 1' · César Bravo 59' (a.g.) · Juan Carlos Ibáñez 63' |     | Rodrigo Latorre 65', 80' · Paolo Vivar 69' · Jorge Gómez 85' |                                      |  |

## Campeón
| Chile    |
| Cobreloa |